# Rhinella abei
Rhinella abei är en groddjursart som först beskrevs av Baldissera, Caramaschi och Célio F.B. Haddad 2004.  Rhinella abei ingår i släktet Rhinella och familjen paddor. IUCN kategoriserar arten globalt som livskraftig. Inga underarter finns listade i Catalogue of Life.